# AI Ga Tomaranai
AI Ga Tomaranai (A・Iが止まらない！) es un manga de Ken Akamatsu serializado en la revista Shōnen Magazine, publicado en Japón en nueve tomos entre 1994 y 1997, y reeditado posteriormente en ocho tomos. El título es un juego de palabras, por una parte AI son las siglas inglesas de "inteligencia artificial", que hacen referencia a la historia; por otra, ai es "amor" en japonés, y el título se podría traducir por "El amor no se detendrá".
Ha sido exportado a países como Estados Unidos (bajo el título AI Love You) y Francia (AI non-stop).

## Argumento
El manga cuenta la historia de Hitoshi Kōbe, un chico que no destaca ni en los deportes ni en los estudios, con lo que no tiene un muy buen rendimiento escolar. Sin embargo, es un genio de la informática y ha creado programas con la propiedad de reescribirse a sí mismos, en otras palabras, inteligencia artificial. Hasta la fecha, ha creado treinta programas, y el último (llamado Number Thirty o Nanba Saati, ナンバー サーティ, "número 30" en inglés) es una simulación de una chica, tan avanzada que, en una conversación, no se distingue de una chica normal.
Sin embargo, aún existe una barrera que separa a Hitoshi de Thirty, y es que él se encuentra en el mundo real y ella es un programa. Sin embargo, esa barrera se rompe cuando, durante una tormenta, se produce un cortocircuito que transfiere a Thirty al mundo real, donde se convierte en la novia de Hitoshi.

## Personajes
- Hitoshi Kōbe (神戸 ひとし), el protagonista, un genio de la informática pero mediocre en todo lo demás.
- Thirty (サーティ), un programa de inteligencia artificial creado por Hitoshi que pasa al mundo real se convierte en la novia de Hitoshi.
- Twenty (トゥエニー), otro programa de inteligencia artificial que también pasa al mundo real.
- Kimika Asō (麻生 希美華) la chica más inteligente y guapa, y de la que Hitoshi está enamorado. Ella lo sabe, y se burla de él. Es pretenciosa y se cree la reina de la clase.
- Forty otro programa de inteligencia artificial, creado accidentalmente y con un gran desperfecto, cuando menciona la palabra "hombre" se transforma en un adolescente, y cuando dice "mujer" se transforma en una niña de 10 años. Todo esto sin recordar nada.

- Datos: Q278268